# Corvol-d'Embernard
 Corvol-d'Embernard  es una comuna y población de Francia, en la región de Borgoña, departamento de Nièvre, en el distrito de Clamecy y cantón de Brinon-sur-Beuvron.
Su población en el censo de 1999 era de 112 habitantes.
Está integrada en la Communauté de communes du Val du Beuvron.

## Demografía
| 192 | 132 | 112 | 106 | 101 | 112 |
| Para los censos de 1962 a 1999 la población legal corresponde a la población sin duplicidades (Fuente: INSEE [Consultar]) |     |     |     |     |     |